# Casa Piani

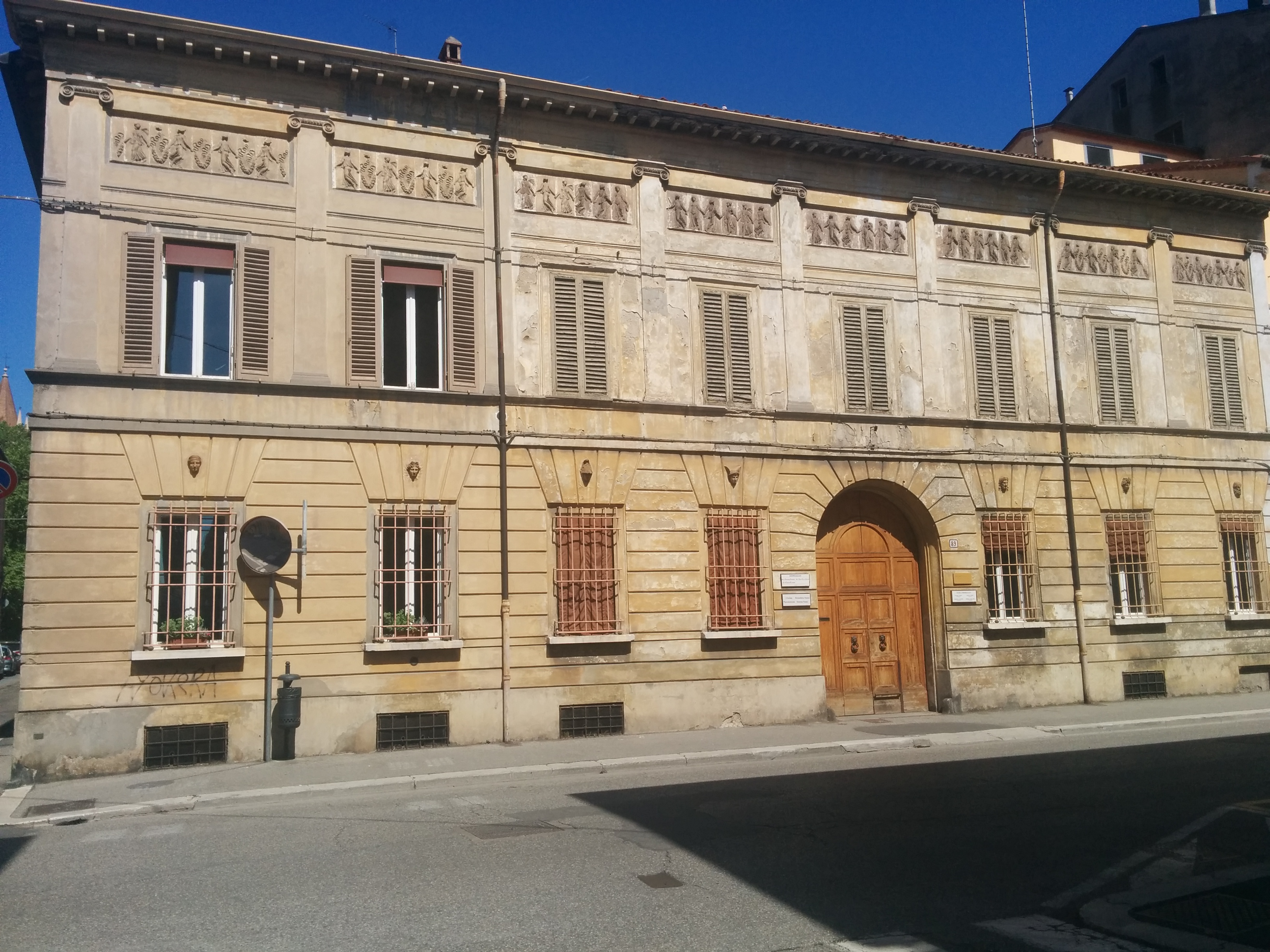
Casa Piani, Fassade

Die Casa Piani ist ein Palast aus dem frühen 19. Jahrhundert in Faenza am Corso Mazzini 89.

## Geschichte
Das heute als Casa Pasi-Piani (oder Casa Bubani) bezeichnete Gebäude, wurde vom Rechtsanwalt Carlo Piani erworben, als der Vorbesitzer Carlo Caroli im Jahr 1807 aufgrund ernster wirtschaftlicher Schwierigkeiten zum Verkauf gezwungen war.
Carlo Piani vertraute die Renovierung sofort dem Architekten Pietro Tomba an, der das Werk in Anlehnung an den von Palladio geprägten Klassizismus des 16. Jahrhunderts entworfen hat.
Das Gebäude besteht aus zwei Stockwerken, die durch ein breites, glattes Band getrennt sind. Eine Verzierung mit sieben Maskaronen sollen die Wochentage mythologisch darstellen. Diese Terrakotta-Skulpturen und die Flachreliefs an der Oberkante, die Tänzerinnen mit Girlanden darstellen, sind das Werk des faentinischen Bildhauers Giovan Battista Ballanti Graziani.
Wie Fotos belegen wurde nach einem Bombenangriff von 1944 wurde die Casa Piani auf der Via Fra Paganelli zugewandten Seite teilweise zerstört. Nach dem Wiederaufbau wurden die ersten beiden Masken (Juno und Apollo / Montag und Sonntag) vermutlich in der falschen Reihenfolge an der Fassade angebracht, so dass die mythologische Figur, die den Montag darstellt, vor dem Sonntag steht.

## Galerie

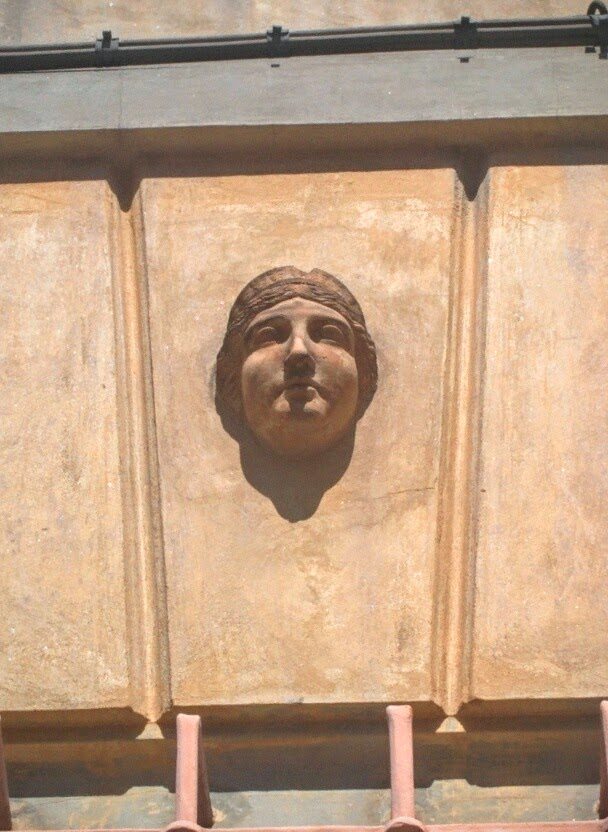
Teilansicht der Fassade, Maskaron des Juno
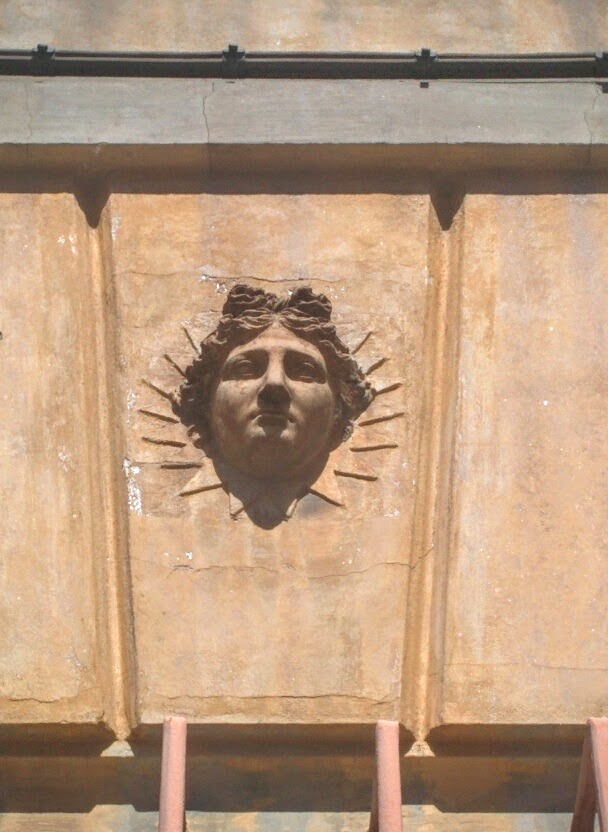
Teilansicht der Fassade, Maskaron des Apollo